# 훙롄난루역
훙롄난루역(중국어: 红莲南路站)은 중화인민공화국 베이징시 시청구 광안먼와이 가도(广安门外街道)의 롄화허 동로·훙롄 남로 교차로에 위치한 베이징 지하철 16호선의 지하철역으로, 2022년 12월 31일에 개통하였다.

## 위치
이 역은 서남2환로 외곽, 훙롄 남로(동서 방향)와 롄화허 동로(남북 방향)가 교차하는 지점에 위치하며 남북 방향으로 배치되어 있다. 역 서쪽에는 롄화강이 흐른다.

## 역 구조

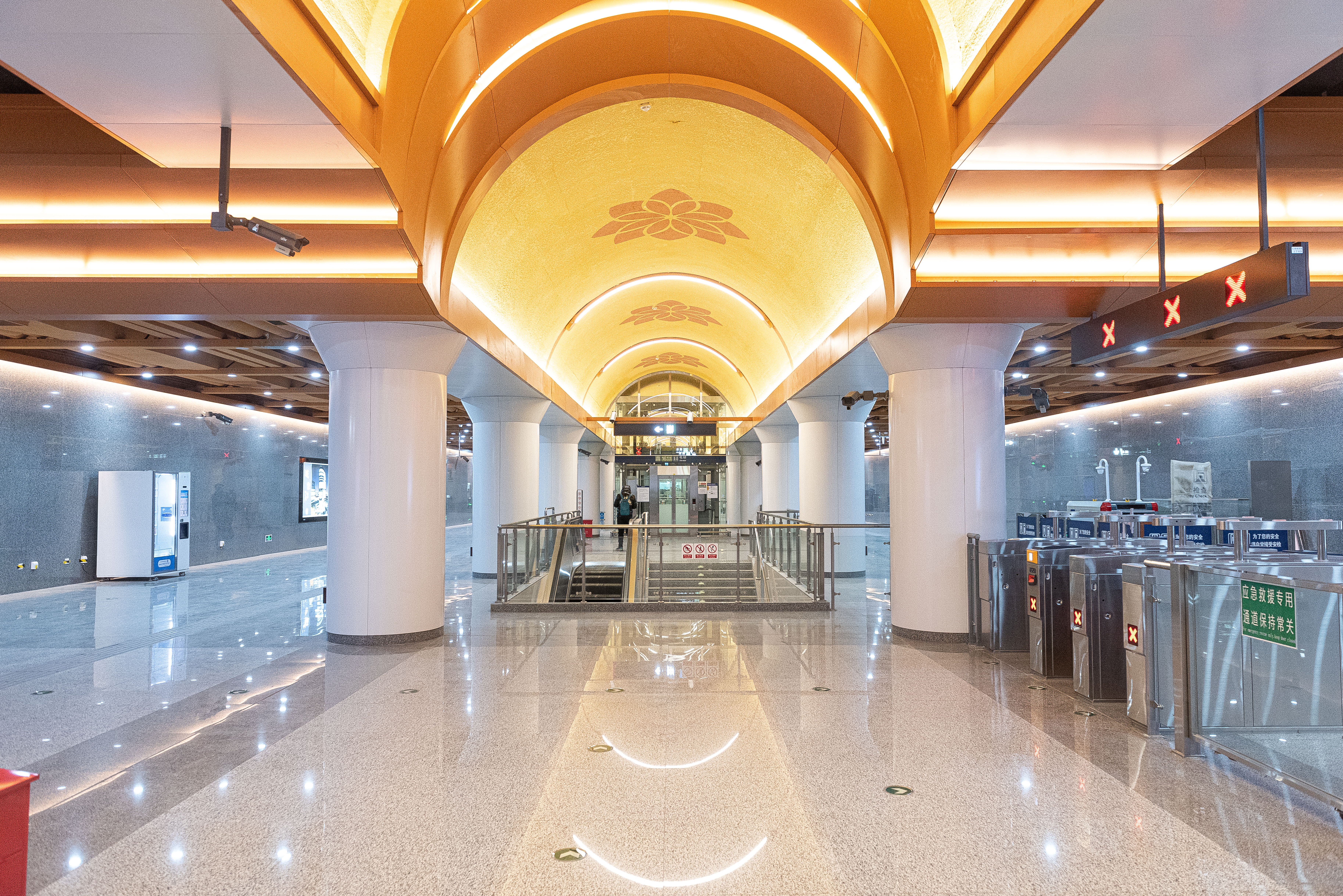
대합실

이 역은 2기둥 3경간 구조의 2층 건물의 지하철역이다. 지하 1층은 대합실 층이고, 지하 2층에 1면 2선 섬식 승강장이 있다. 역사의 주요 구조물은 길이 262.6m, 폭 22.3m, 피복 두께 약 13m이다. 역사는 터널 파일 공법과 지하 굴착을 사용하여 건설되었다.
| 지면층   | 출입구                          | A—D출입구                          |
| 지하 1층 | 대합실                          | 보안 검색대, 티켓 발매기, 고객센터 |
| 지하 2층 | ←                               | ■ 16호선 베이안허 방면 (다관잉)    |
| 지하 2층 | 섬식 승강장, 왼쪽 출입문이 열림 |                                    |
| 지하 2층 | →                               | ■ 16호선 완핑청 방면 (리쩌 상무구) |

## 출입구
이 역은 4개의 출입구가 있다. B 출구 엘리베이터는 역과 함께 개통되었으며, D 출구 엘리베이터는 2023년 중반에 개통되었다.
|                         |                             | |      |             |
| 출구                    | 지시                        | 출구 인근 | 사진 | 무장애 시설 |
| 出口 · A                | 롄화허 서측로(莲花河西侧路) | 훙롄 남로(红莲南路) 북측, 롄화허 서측로(莲花河西侧路), 중국상표빌딩(中国商标大楼)                                |      | 빈칸        |
| 出口 · B                | 롄화허 동측로(莲花河东侧路) | 훙롄 남로(红莲南路) 북측, 롄화허 동측로(莲花河东侧路), 광안먼와이 가도 사무소(广安门外街道办事处)                |      |             |
| 出口 · C                | 롄화허 동측로(莲花河东侧路) | 훙롄 남로(红莲南路) 남측, 롄화허 동측로(莲花河东侧路), 교통국 시청교통 광안먼 여단(交管局西城交通支队广安门大队) |      | 빈칸        |
| 出口 · D                | 롄화허 서측로(莲花河西侧路) | 훙롄 남로(红莲南路) 남측, 롄화허 서측로(莲花河西侧路), 훙롄 빌딩(红莲大厦)                                       |      |             |
| 아이콘 설명: 엘리베이터 |                             | |      |             |